# Hellmut Ley
Robert Ferdinand Hellmut Ley, auch Hellmuth Ley, (* 23. Dezember 1909 in Bernburg (Saale); † 31. Dezember 1973 bei St. Moritz) war ein deutscher Chemiker. Er war Vorstandsvorsitzender der Metallgesellschaft AG (1961–1973), Präsident der Gesellschaft Deutscher Chemiker (GDCh) (1966–1967) und Vorstandsvorsitzender des Stifterverbandes für die Deutsche Wissenschaft (1970–1973).

## Leben
Hellmut Ley, Sohn aus der Ehe des Oberstabsarztes Nikolaus Josef Ley und Petronella, geb. van der Sandt, studierte nach seinem Abitur in Kleve (1928) Chemie an der Universität Innsbruck und der Technischen Hochschule Darmstadt. 1937 wurde er mit einer Arbeit über den Hydridverschiebungssatz und Kristallstruktur zum Dr.-Ing. an der THD promoviert. Nach wissenschaftlicher Assistenz in Darmstadt wechselte er 1936 zur Frankfurter Metallgesellschaft und war als chemischer Laborant tätig. 1944 wurde er Leiter der Abteilung für Verfahrensentwicklung, 1949 wurde er Gesamtleiter der chemischen Labore der Metallgesellschaft.
1956 wurde Hellmut Ley Mitglied des Vorstandes der Metallgesellschaft AG in Frankfurt am Main und hatte die Verantwortung für die Forschung, chemische Produktion und Chemieanlagenbau inne. 1961 wurde er Vorstandsvorsitzender der Metallgesellschaft AG (MG). Ley strukturierte den Konzern um, insbesondere den Bereich Bergbau. Er initiierte den Neubau eines IS-Ofens zur Blei/Zinkerz-Verhüttung bei Berzelius in Duisburg, die Zinkelektrolyse am Hüttenstandort Ruhrzink Datteln und Walzwerke Rheinzink der Vereinigten Deutschen Metallwerke. Nach seinem plötzlichen und unerwarteten Tod wurde Karl Gustaf Ratjen sein Nachfolger.

## Wirken
Ley engagierte sich in zahlreichen Unternehmerverbänden wie auch akademischen Gesellschaften. Er war von 1966 bis 1967 Präsident der Gesellschaft Deutscher Chemiker (GDCh). Sein Vorgänger war der Nobelpreisträger Richard Kuhn, sein Nachfolger war Hellmut Bredereck. Von 1970 bis 1973 war er Vorsitzender der Gesellschaft für chemisches Apparatewesen (DECHEMA). Er war u. a. Präsident der Max-Buchner-Forschungsstiftung. Er wurde 1960 Vorstandsmitglied der Vereinigung von Freunden der Technischen Universität zu Darmstadt e.V.
Hellmut Ley war Vorstandsvorsitzender des Stifterverbandes von 1970 bis 1973; sein Nachfolger war Hans-Helmut Kuhnke (Ruhrkohle). Der Stiftungsfonds Hellmut Ley wurde 1974 vom Freundeskreis von Hellmut Ley errichtet.
Hellmut Ley wurde 1928 Mitglied der katholischen Studentenverbindung AV Austria Innsbruck und 1961 der KDStV Nassovia Darmstadt.
1954 wurde er von Kardinal-Großmeister Nicola Kardinal Canali zum Ritter des Ritterordens vom Heiligen Grab zu Jerusalem ernannt und am 8. Dezember 1954 in der Kölner Ordensbasilika St. Andreas durch Lorenz Jaeger, Großprior der deutschen Statthalterei, investiert.

## Ehrungen
- Ritterschlag zum Ritter vom Heiligen Grab (1954)
- Ehrendoktorwürde zum Dr. Ing. e.h. der Fakultät für Bergbau, Hüttenwesen und Maschinenwesen der Technischen Universität Clausthal (23. Januar 1970)
- Georg Agricola-Denkmünze der Gesellschaft der Metallurgen und Bergleute e.V. (GDMB) (1972)

## Schriften
- Hydridverschiebungssatz und Kristallstruktur, Hunold Braunschweig 1937 (Dissertation TH Darmstadt)